# Victoriatemplet
Victoriatemplet var en helgedom på Palatinen i det antika Rom, tillägnad segergudinnan Victoria.
Det invigdes av konsul Lucius Postumius Megellus den 1 augusti 294 f.Kr. I templet förvarades den romerska statens krigsbyte efter militära segrar. Templet torde ha stängts senast under förföljelserna mot hedningarna vid kristendomens införande på 300-talet. Byggnaden förstördes av vandalerna under Roms skövling år 455. 